# Медиабулимия
«Медиабулимия» — это психофизиологическое расстройство, характеризующееся неспособностью человека эффективно обрабатывать и усваивать чрезмерный объем информации.

## Симптомы
- Компульсивное потребление информации из различных источников (новости, статьи, блоги, видео, подкасты и т.д.)[1].
- Снижение концентрации внимания и когнитивные нарушения (трудности с запоминанием, анализом информации, принятием решений).
- Снижение самооценки, сравнение себя с другими людьми.
- Физические симптомы: головные боли, утомляемость, нарушения сна[2].

## Этиология
- Информационный бум: современный человек имеет доступ к беспрецедентному объему информации, что создает трудности в её фильтрации и анализе.
- Стресс: люди пытаются с помощью информации отвлечься от проблем и тревог.
- Низкая самооценка: поиск подтверждения своей компетентности в информационном пространстве.
- Социальное сравнение: сравнение себя с другими людьми, которые кажутся более успешными и компетентными.

## Лечение
- Психотерапия: когнитивно-поведенческая терапия, арт-терапия, экзистенциальная терапия.
- Развитие навыков критического мышления: обучение отличать достоверную информацию от недостоверной, фильтровать ненужную информацию, концентрироваться на важном.
- Ограничение времени, проводимого в сети: установление разумных рамок потребления информации.
- Развитие альтернативных интересов: спорт, творчество, общение, хобби.

## Примеры
- Студент, постоянно читающий новости о COVID-19, испытывает тревогу и беспокойство, не может сосредоточиться на учебе. В результате он не может сдать экзамены и проваливает семестр.
- Бизнес-леди, постоянно проверяющая email и социальные сети, не может расслабиться, испытывает истощение и проблемы со сном. В итоге она срывается на своих сотрудниках и близких, что приводит к конфликтам.